# Митал Стийл
Mittal Steel Company N.V. е най-големият производител на стомана в света до 2006 г. Образувана е след като Ispat International придобива LNM Holdings и се слива с International Steel Group през 2004. Седалището на компанията е в Ротердам, Холандия.
В компанията са заети 175 000 души от 45 националности и има предприятия в 17 страни, включително Китай, Индонезия, САЩ, Мексико, Канада, Франция, Германия, Полша, Румъния, Алжир, ЮАР, Чехия, Босна и Херцеговина, Северна Македония, Тринидад и Тобаго, Казахстан и Украйна. През 2004 е произвела около 42,1 млн. т стомана с общ обем на продажбите над 22 млрд. щ.д.
През 2006 година се образува АрселорМитал със сливането на Митал Стийл и Арселор.